# الجيسوم
جزيرة الجيسوم هي جزيرة مصرية في البحر الأحمر، تقع شرق منتجع الجونة السياحي.